# Модлинг, Реджинальд
Реджинальд Модлинг (англ. Reginald Maudling, 7 марта 1917, Лондон — 14 февраля 1979) — британский государственный и политический деятель, член Консервативной партии, занимал ряд министерских должностей, в том числе пост Канцлера казначейства.
Помимо политической деятельности был членом совета директоров ряда британских компаний, и после коррупционного скандала в одной из них подал в отставку и оставил политическую деятельность, хотя лично не был обвинен в злоупотреблениях.